# Thambetochen
Thambetochen — вимерлий рід нелітаючих качок, що існував в доісторичний період на Гаваях. Вимер після заселення островів людьми.
Існувало два види. Thambetochen chauliodous був поширений на Мауї та Молокаї, а менший вид Thambetochen xanion — на Оаху. Ці птахи були великими нелітаючими качками з міцними ногами, але маленькими крилами, які еволюціонували ізольовано на островах. Їхні дзьоби мали пластинки, схожі на зуби, а раціон складався з рослин, які вони перетравлювали шляхом бродіння в задній кишці. Ці птахи займали нішу травоїдних ссавців, які були відсутні на островах.